# Galina Yershova
Galina Gavrílovna Yershova, o Ershova (en ruso: Гали́на Гаври́ловна Ершо́ва), nacida el 17 de marzo de 1955, es una académica, historiadora y lingüista rusa especializada en el estudio de antiguas culturas y lenguas de América, particularmente de la cultura maya precolombina. Como epigrafista ha realizado estudios sobre el sistema de escritura maya desde su época estudiantil en que colaboró, como alumna y protegida, con el famoso epigrafista Yuri Knórozov, reconocido por sus contribuciones para el desciframiento de la escritura maya.
La doctora Yershova trabaja para la Academia Rusa de Ciencias en el Instituto de Arqueología de la Universidad Rusa para las Humanidades, y es directora en la misma Universidad del Centro para la Investigación de Mesoamérica. Ha publicado aproximadamente 200 artículos, incluyendo 8 monografías sobre la civilización maya, su escritura, su historia y su arqueo-astronomía.